# 허교
허교(許喬, 1567년 9월 23일(음력 8월 21일) ~ 1633년 1월 11일(음력 1632년 12월 2일))는 조선의 문신이다. 본관은 양천, 자는 수옹(壽翁) 또는 유악(維嶽)이다. 좌찬성 허자의 손자이고, 남인의 영수 미수 허목의 아버지이며 임제의 사위이다.

## 약력
좌찬성 허자의 손자이고, 우의정 미수 허목은 그의 아들이다. 어려서 수암 박지화(朴枝華)에게 수업하였는데 수암 박지화는 화담 서경덕의 문인이었다. 그 뒤 수호자(垂胡子)에게서 시(詩)를 배우고, 신붕생(申鵬生)에게서 《사기》를 배웠다. 그 뒤 다시 박지화(朴枝華)를 찾아가 그의 문인이 되었다.
어느날 그가 홀로 수련하는 방법을 배우기를 청하니 선생이 말하기를 "세상풍속을 등지고 자기 지조만을 지켜 나가는 선비 중에는 간혹 그것을 하는 사람이 있으나 배우는 자가 먼저 힘쓸 일은 아니다." 하고 말하지 않았다.
1592년 임진왜란 때 피난지 토산에서 아버지를 잃고, 어머니와 많은 가족을 이끌고 각지를 전전하며 이들을 부양하였다. 효행이 뛰어나 김명원(金命元)의 추천을 받고 군자감 참봉(軍資監參奉)이 되었다. 그 뒤 직장·판관을 거쳐 거창현감이 되었다. 1598년 종전으로 왜군이 이미 물러가자 남북의 관병들이 한성부에 집결하자 군량 분배하는 일을 분장하였고 여러번 전직하여 사섬시와 제용감의 봉사와 직장이 되었으나 호조판서의 미움을 받아 파직되었다.
파직된지 2년에 어머니가 81세로 별세하자 3년상을 당하였다. 상을 마친뒤 다시 의금부도사(義禁府都事)에 재배되어 출사했다가 1607년 선공감 직장繕工監直長)이 되었다. 1608년 선조가 승하하자 빈전도감의 낭청으로 참여하여 관곽과 상여에 따르는 모든 일을 맡아보고 초빈이 끝나자 신병으로 사퇴했다가 한직인 내자시직장으로 전임되어 졸곡 때까지 천신하는 제수물자를 공급하였다.
1609년 사헌부감찰을 거쳐 양성현감(陽城縣監)이 되었는데 고을을 잘 다스렸다. 1610년 1년만에 고령현감으로 옮겨지자 양성 백성들이 도당(都堂)에 글을 올려 유임시켜 주기를 애걸하였으나 성사되지 못하였다. 그 후 직장, 판관 등을 거쳐 거창 현감으로 있을 때, 지역 세력가들의 은폐로 오랫동안 미결로 있던 살인 사건을 해결하여 곽재우의 탄복을 받았다. 1618년(광해군 10년) 1630년 금천현감(衿川縣監), 1632년 포천 현감을 거쳐 양주진관 병마동첨절제사로 있을 때 사망했다.

## 상훈과 추모
아들 허목이 높은 관직에까지 올랐으므로 증 대광보국 숭록대부 의정부영의정겸 영경연홍문관 예문관 춘추관 관상감사에 추증되었다.

## 전기 자료
- 허목, 《기언》 권42, 포천현감 부군 묘지; 권43, 증 대광보국숭록대부 의정부영의정 겸 영경연홍문관예문관춘추관관상감사인 행 통훈대부 포천현감 양주진관병마절제도위 부군 묘비

## 같이 보기
- 허목
- 박지화
- 서경덕
- 조식